# Make a secret
make a secret（メイク・ア・シークレット）は、BoAの17枚目のシングル。2005年8月31日にavex traxから発売された。

## 解説
- 韓国における5集「Girls On Top」の活動の後､発売された。

## 収録曲
1. make a secret
  - 作詞：山本成美／作曲：浅田将明／編曲：YANAGIMAN
  - コーセー「FASIO」CMソング
2. LONG TIME NO SEE
  - 作詞：BoA、渡辺なつみ／作曲：坂詰美紗子／編曲：春川仁志
3. make a secret（Instrumental）
4. LONG TIME NO SEE（Instrumental）

## -The Greatest ver.-
『make a secret -The Greatest ver.-』（メイク・ア・シークレット -ザ・グレイテスト・バージョン-）はBoAの配信限定シングル

### 解説
日本デビュー20周年を記念して行われるセルフカバー・プロジェクトの第2弾。
本作はオリジナルのリズム感とBoAの力強いボーカルはそのままにトレンディーさのあるアレンジを施したと言う。

### 収録曲
1. make a secret -The Greatest ver.- (4:35)
作詞：山本成美 / 作曲：浅田将明 / 編曲：Ganghae Chae